# Caisse d'épargne provinciale de Pontevedra

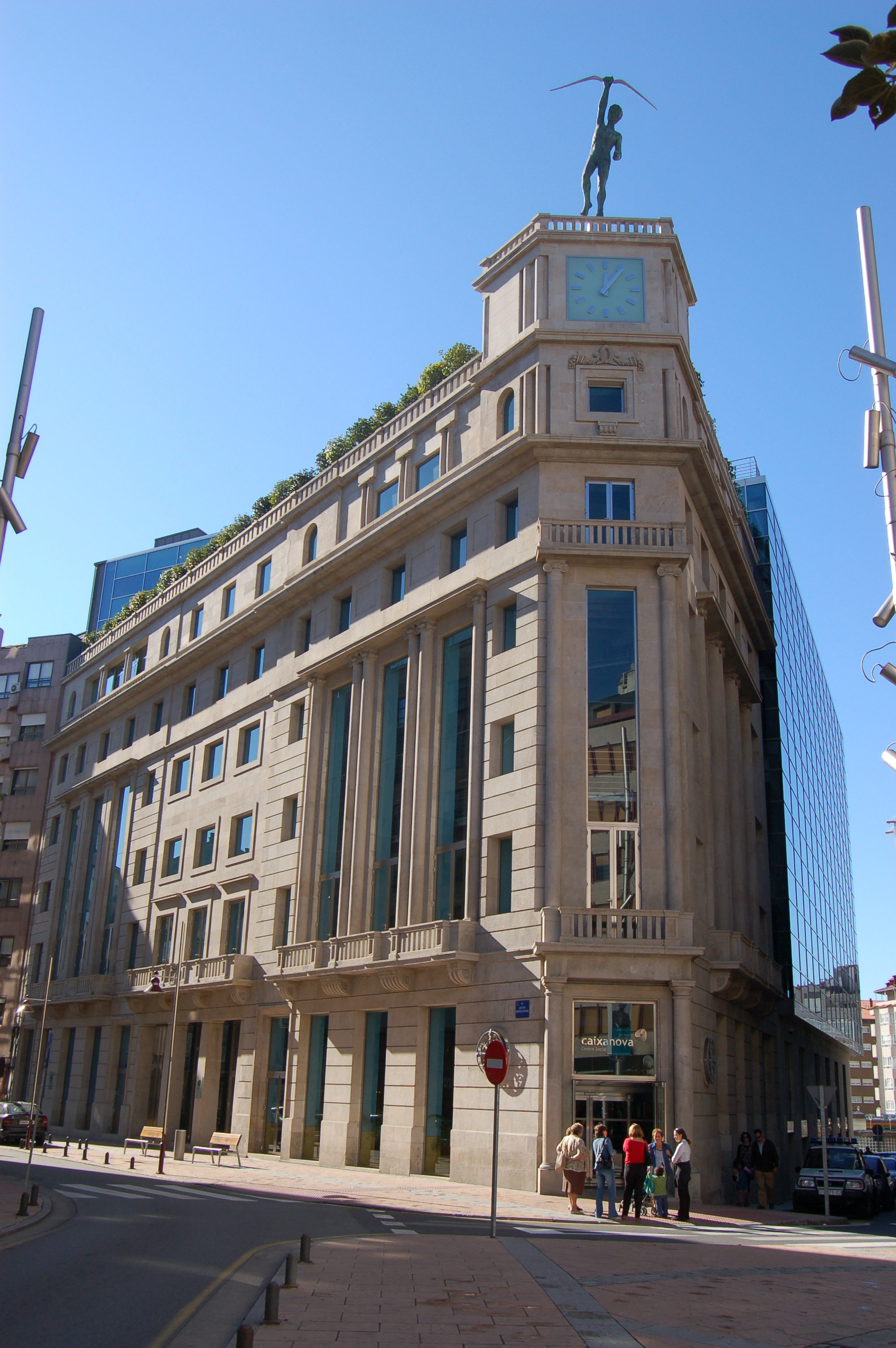
Siège de la Caisse d'épargne provinciale de Pontevedra à Campolongo, siège actuel d' Afundación à Pontevedra.

La Caisse d'épargne provinciale de Pontevedra était une institution financière espagnole dépendant du Conseil provincial de Pontevedra (députation provinciale) existant entre 1930 et 2000.

## Historique
Elle a été constituée le 12 janvier 1930 et a commencé son activité le 20 janvier 1930. Son premier président a été Daniel de la Sota et son premier directeur Alexandre Bóveda. Après la destitution de Daniel de la Sota en tant que président de la députation provinciale, le militaire Manuel Casas Medrano a pris la relève et Alexandre Bóveda a démissionné. Dans les années de la Deuxième République espagnole commence son expansion par le nord de la province, avec des agences dans diverses villes. Au début de 1938, une purge de personnel a été effectuée, conformément aux dispositions du Conseil National de la Défense.
Entre 1940 et 1960, les caisses d'épargne ont connu une période d'expansion dans toute l'Espagne, sous les auspices des réformes législatives. À cette époque, les premières succursales ont été ouvertes à Ponte Caldelas, Tomiño et Caldas de Reis. À ce stade  il y a des affrontements avec la Caisse d'épargne municipale de Vigo pour l'occupation de différents espaces, une situation dans laquelle le ministère du Travail intervient.
En 1944, l'entité a acquis un immeuble en construction à Campolongo où elle a installé son siège social, conçu par l'architecte Emilio Quiroga Losada. Le bâtiment, inauguré en 1949, a été agrandi dans les années 1950, avec la conception de Robustiano Fernández Cochón. Le bâtiment a de nouveau été agrandi entre 1971 et 1973, avec la construction d'un auditorium et de divers bureaux, qui ont accueilli pendant un certain temps les salles de classe de l'Université nationale d'enseignement à distance .
La caisse a participé au financement de travaux publics dans la ville de Pontevedra, tels que le Stade de la Jeunesse (actuel Centre Galicien de Technification Sportive ) ou le Stade de Pasarón, ainsi qu'à la construction de divers logements sociaux. En 1965, elle construit la résidence étudiante Vierge Pèlerine, à l'origine destinée à un Colegio Menor, destinée aux étudiants du Bachillerato, Enseignement et Maîtrise Industrielle. Au sein du travail social, l'entité a parrainé des équipes sportives telles que Pontevedra CF ou SD Teucro .
En 1980, elle a créé le prix Julio Camba de journalisme. En 1977, plusieurs conversations ont commencé pour créer une grande caisse d'épargne galicienne. Des négociations ont eu lieu avec Caixa Galicia, à la suite de la fusion des caisses d'épargne de La Corogne, de Lugo, de Saint Jacques-de-Compostelle et de Ferrol, mais le refus de la caisse d'épargne de Vigo a repoussé le projet commun. Face à cette diatribe, elle a mené dans les années 1980 une phase d'expansion avec l'ouverture de succursales dans différentes villes galiciennes et même à Madrid .
En 1990, diverses collaborations ont commencé avec la Caixa d'épargne d'Ourense et de Vigo, culminant en l'an 2000 avec la fusion et la création de l'entité privée Caixanova. La part d'actions qui lui correspondait dans la nouvelle caisse d'épargne était de 24%. À son tour, Caixanova a fusionné en 2010 avec Gaixa Galicia, et le processus a abouti à l'entité Abanca.
Le nouveau Centre Social et Culturel de la caisse d'épargne a été inauguré en 2006, avec un vaste programme culturel comprenant des ateliers de poésie, de littérature et d'art, des expositions de musées nationaux et internationaux, des pièces de théâtre, des concerts et des conférences dans son auditorium. En 2010, il a été rebaptisé Centro Social y Cultural Afundación.

## Le bâtiment
Après la démolition de la chapelle San José sur la place Saint-Joseph le bâtiment de la Caja de Ahorros Provincial de Pontevedra a été bâti. Ce siège a été construit en trois étapes : le bâtiment d'origine a été commencé en 1944 et est devenu le siège de la Caisse d'épargne de Pontevedra en 1948. Le bâtiment occupait un terrain de 200 mètres carrés sur la Plaza San Joseph et était un bâtiment en pierre magnifique, avec un rez-de-chaussée et quatre étages, selon le projet d'Emilio Quiroga Losada, l'architecte municipal.
La deuxième partie a été conçue comme une prolongation le long de la rue González Besada, en 1956. Cette extension a été conçue et construite par les architectes Robustiano Fernández Cochón et Laureano Barreiro. La dernière partie a consisté en l'exécution d'une annexe d'architecture moderne avec une façade sur les rues San José et Augusto García Sánchez, construite entre 1970 et 1974 par l'architecte Joaquín Basilio Bas. Depuis cette rénovation, le bâtiment dispose d'un grand auditorium de plus de 800 places.
Le bâtiment a été entièrement rénové par l'architecte César Portela en 2004 et inauguré le 15 juillet 2006,. Il a une superficie de 12 000 mètres carrés de construction et conserve deux façades en pierre, combinées à un énorme cube de verre à la façade arrière qui s'ouvre sur l'Avenue Augusto García Sánchez et lui donne un aspect moderne et avant-gardiste saisissant. Le bâtiment est couronné sur la façade de son entrée principale par une sculpture en bronze de 6 mètres de haut du sculpteur Cándido Pazos réalisée en 2006, représentant l'archer grec Teucros, le mythique fondateur de la ville de Pontevedra. Sur la façade sud, les bas-reliefs de Xoan Piñeiro La mer et La campagne ont été restaurés.
À l'intérieur du bâtiment, il y a un grand hall auquel on accède par l'entrée principale de la rue Augusto González Besada et qui relie les différentes salles. Cinq grandes sculptures du sculpteur Sergio Portela placées stratégiquement dans cette salle croisent leurs regards. Un jardin de camélias a été installé sur la terrasse et dans les deux patios intérieurs, il y a une chute d'eau de 11 mètres et des jardins suspendus de 15 mètres de haut. En plus d'un auditorium de plus de 800 places, le bâtiment compte une salle de conférences et trois grandes salles d'expositions.

## Galerie

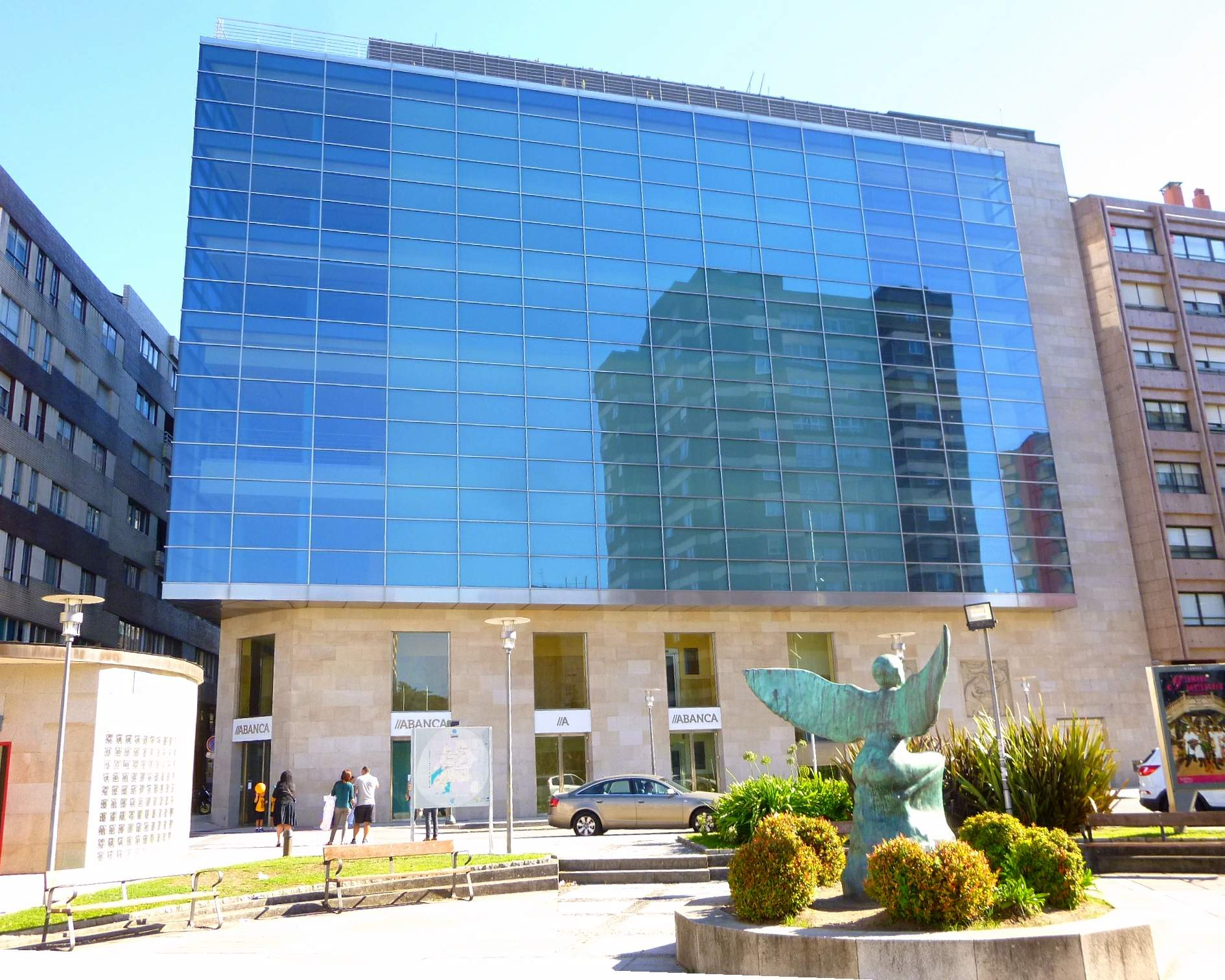
Façade en verre Avenue Augusto García Sánchez
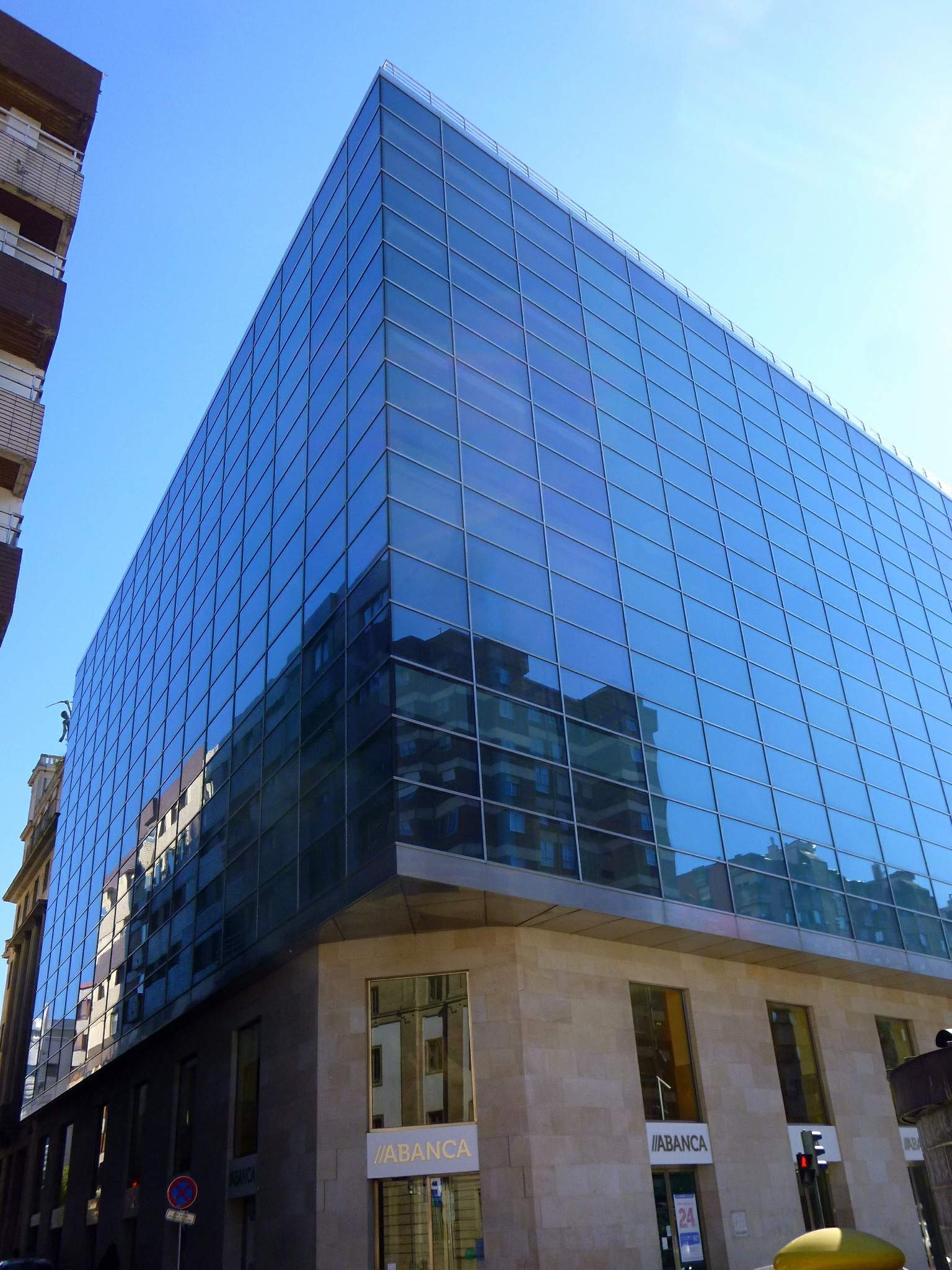
Façades en verre rue Saint-Joseph et Avenue Augusto García Sánchez
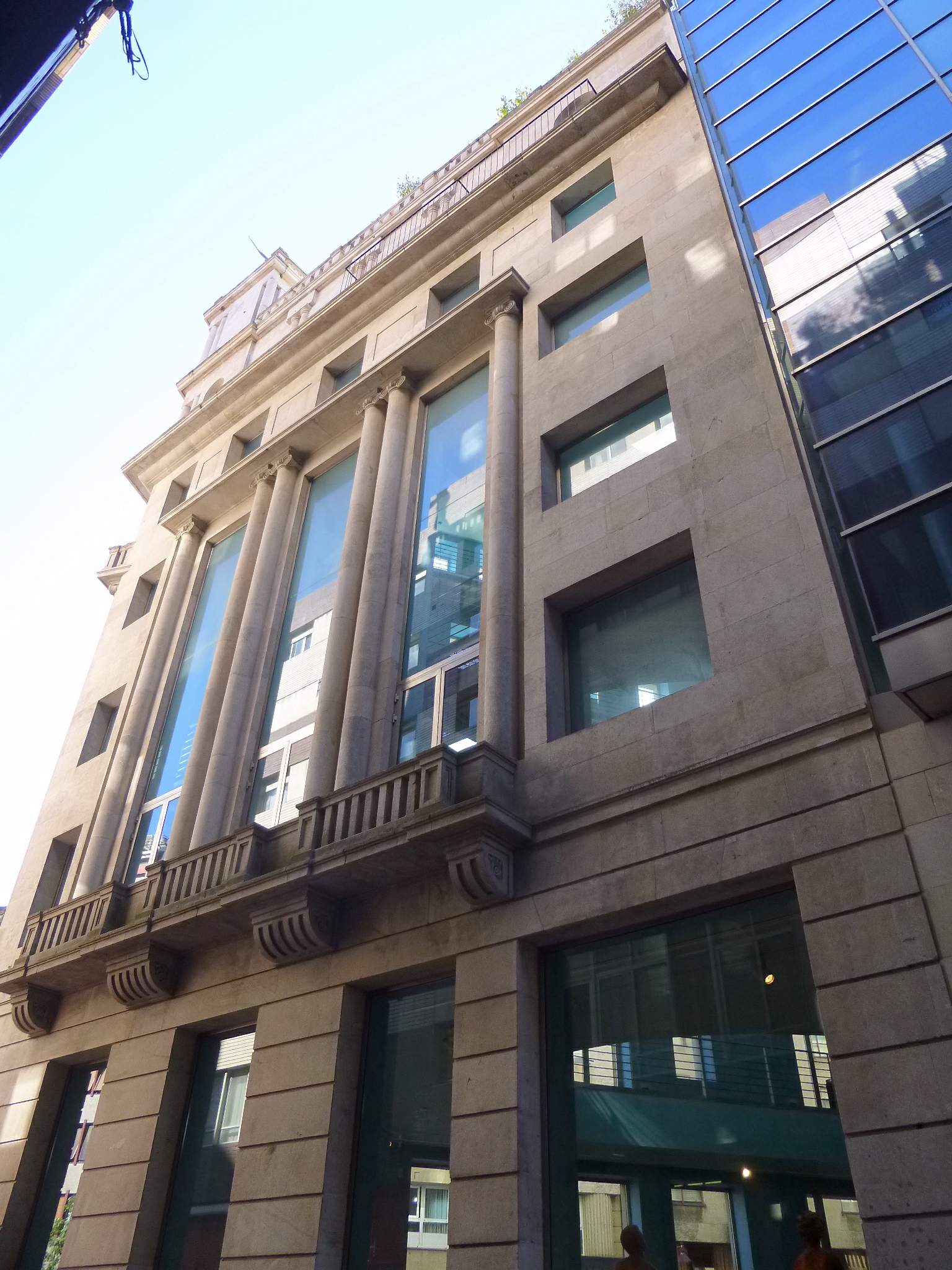
Façade rue Saint-Joseph
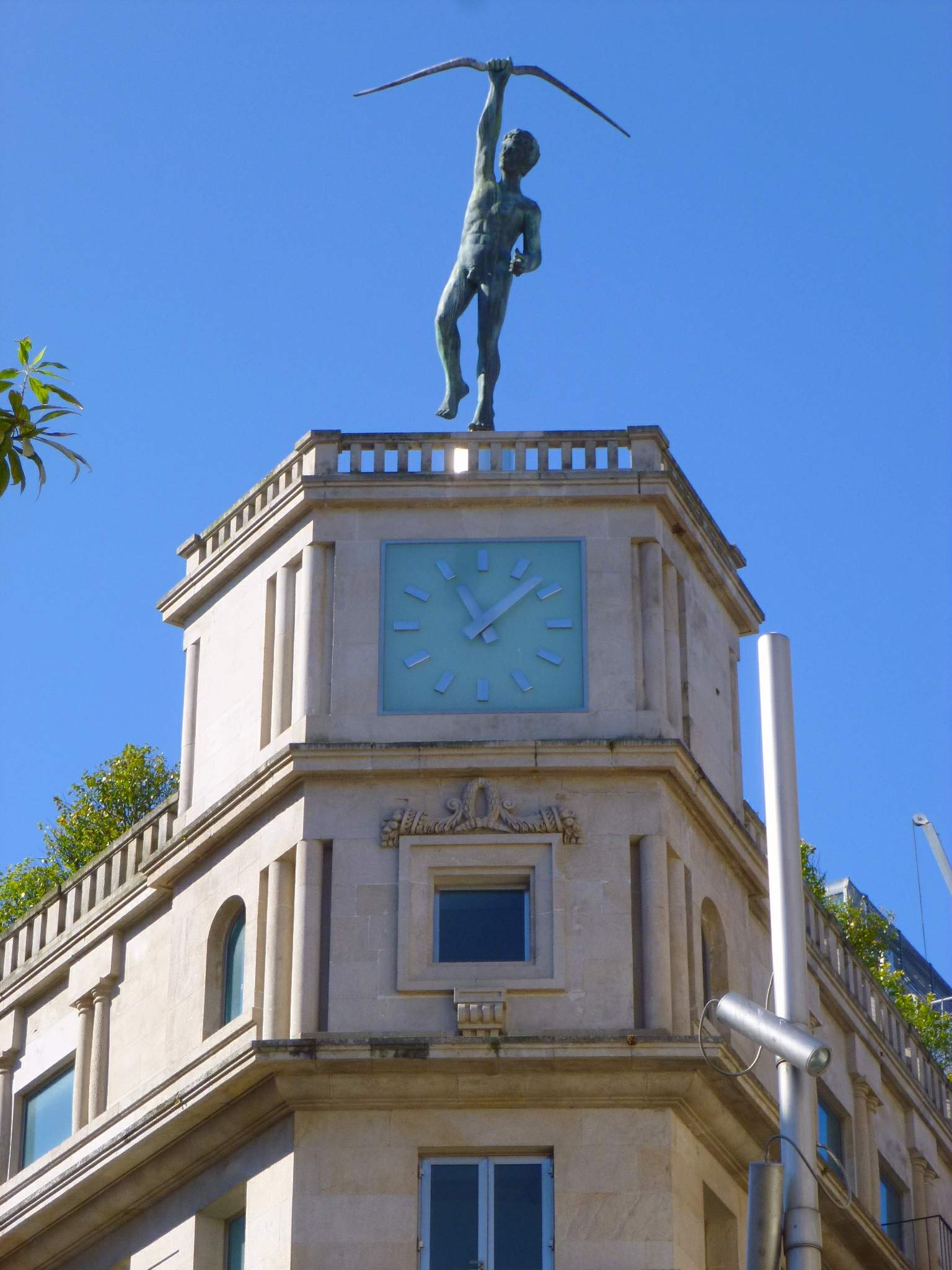
L'archer grec Teucros couronnant le bâtiment
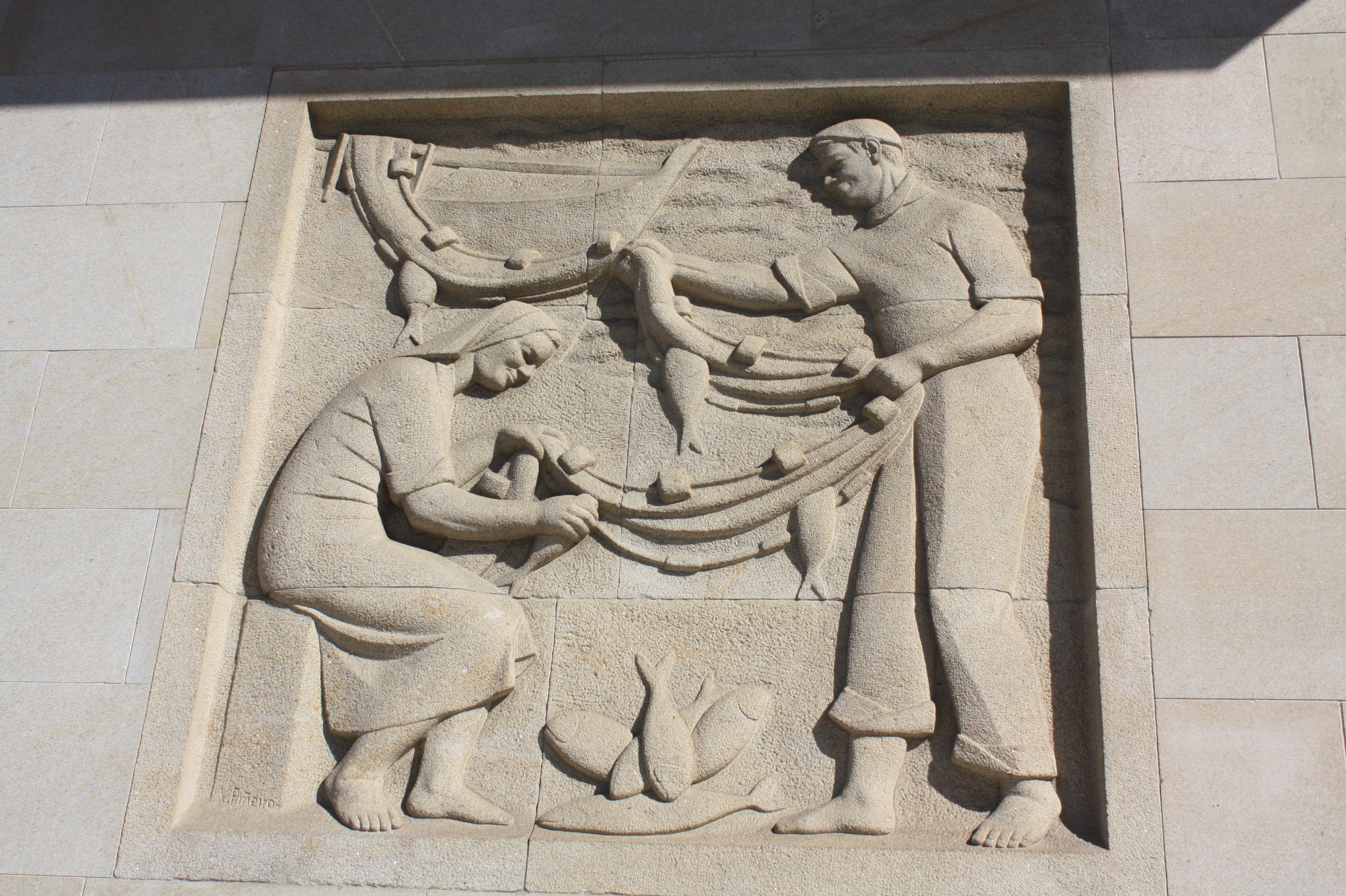
Bas relief La Mer
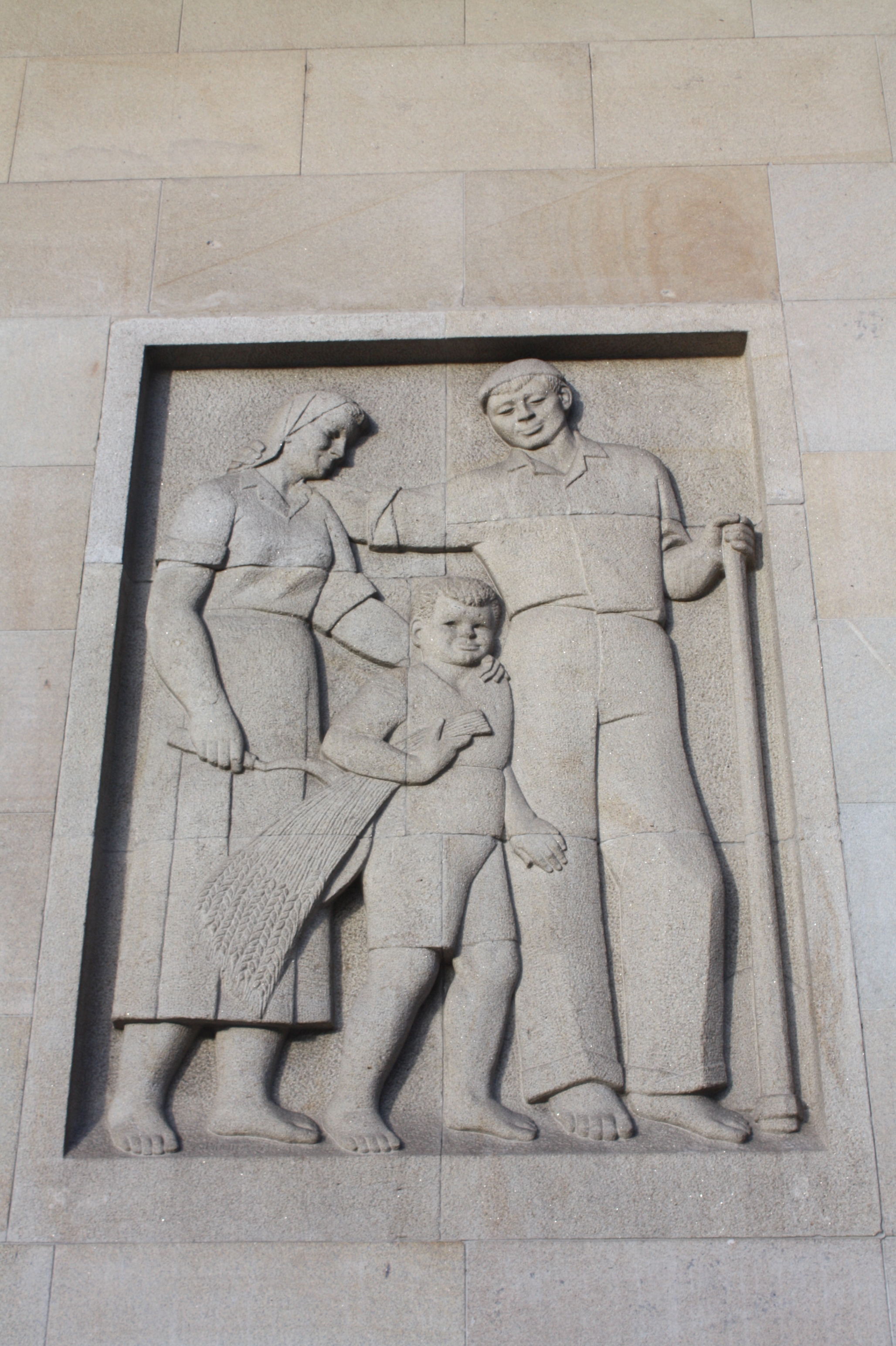
Bas relief La Campagne
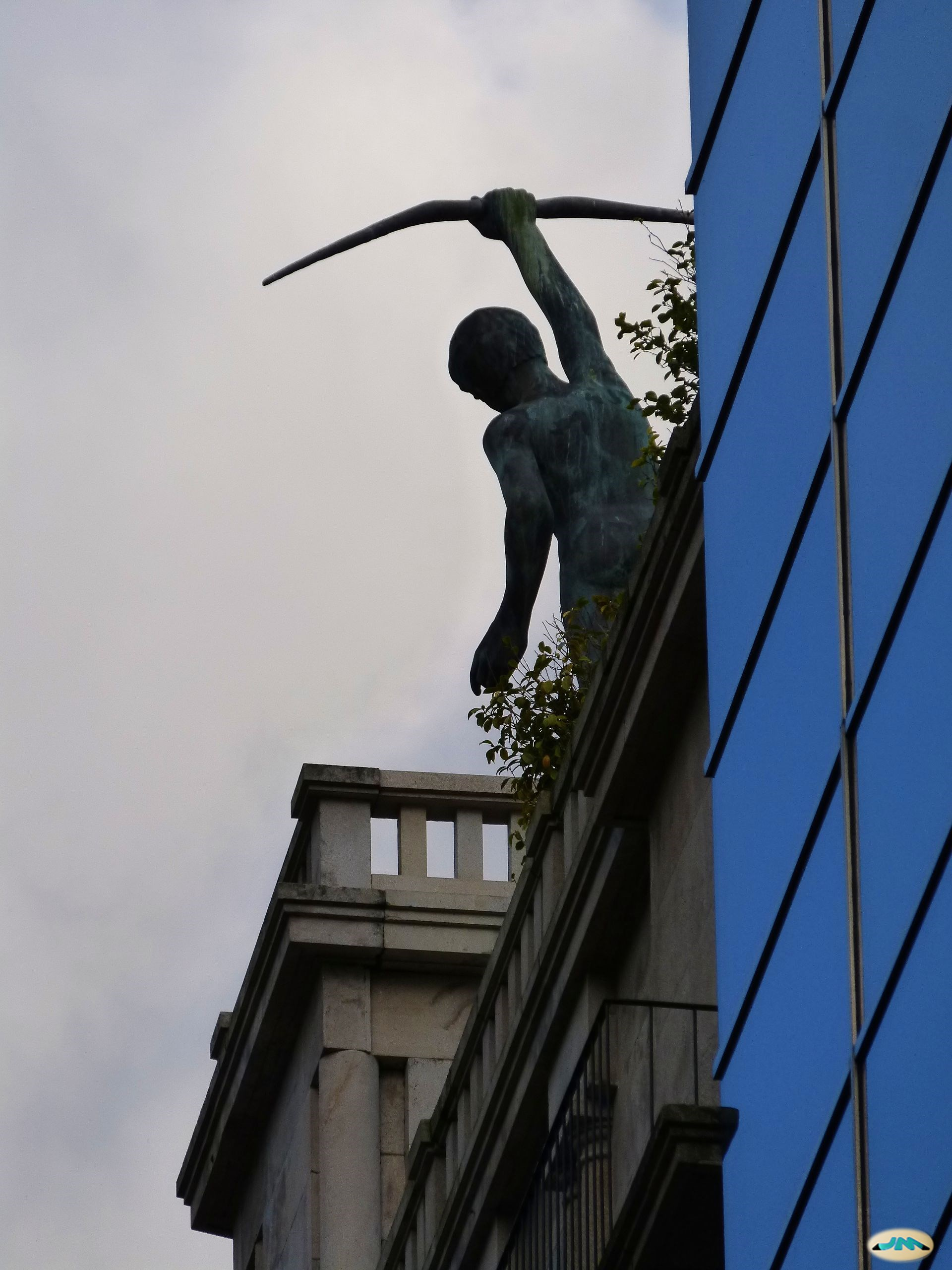
Archer grec Teucros
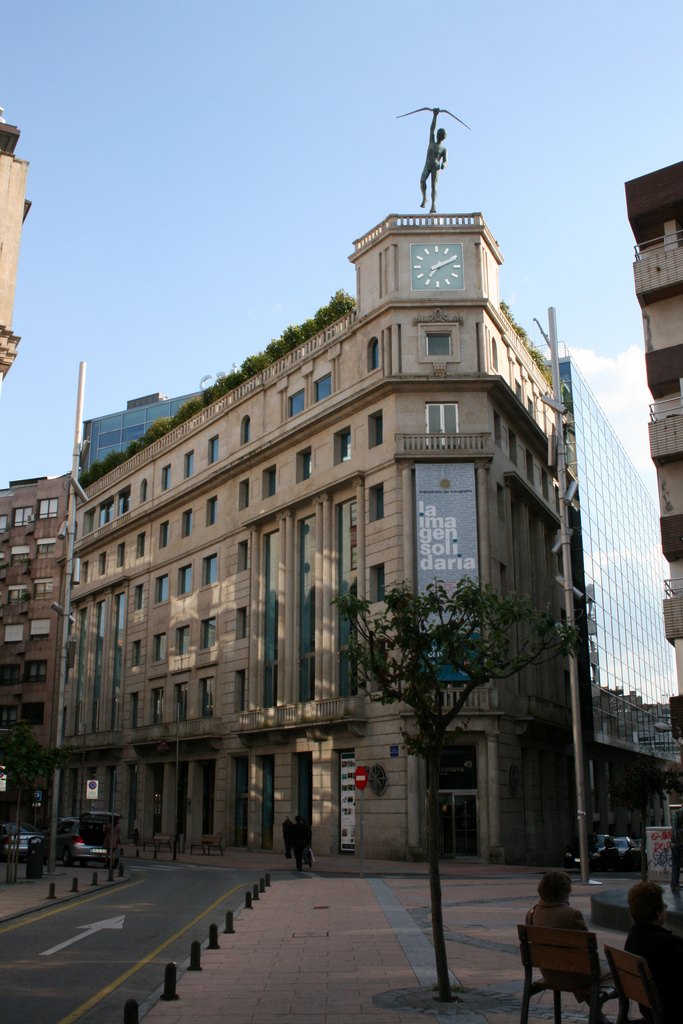
Façade place Saint-Joseph
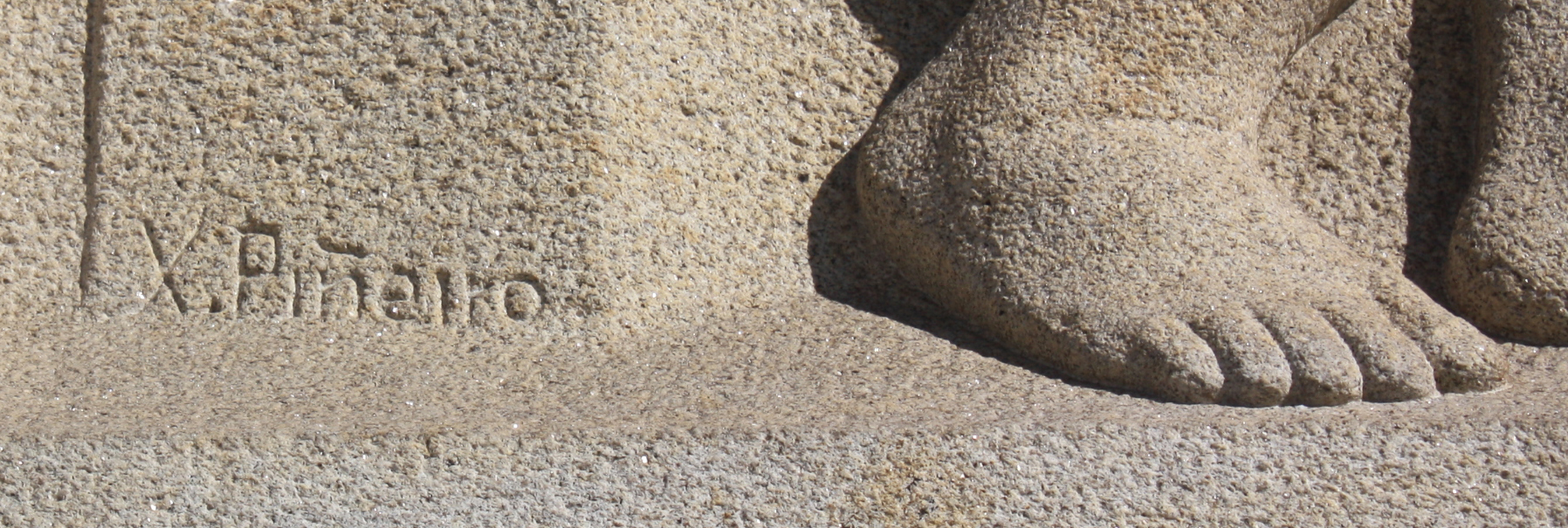
Détail de l'un des bas-reliefs de Xoan Piñeiro et signature

### Autres articles
- Palais de la Députation de Pontevedra
- Rue Daniel de la Sota